# Cannaphila vibex
Cannaphila vibex är en trollsländeart som först beskrevs av Hagen 1861.  Cannaphila vibex ingår i släktet Cannaphila och familjen segeltrollsländor. IUCN kategoriserar arten globalt som livskraftig. Inga underarter finns listade i Catalogue of Life.